# Cuchilla Grande Inferior
Die Cuchilla Grande Inferior ist eine Hügelkette in Uruguay.
Der westliche Seitenstrang der Cuchilla Grande befindet sich im Süden des Landes auf dem Gebiet der Departamentos Florida, Flores, Soriano und dem Norden von San José und Colonia. Die Cuchilla Grande Inferior erstreckt sich in Ost-West-Richtung ungefähr von Cerro Colorado über eine Entfernung von rund 120 Meilen bis etwa nach Cardona. Im Süden des Departamentos Soriano teilt sie sich in zwei weitere Hügelketten auf.